# It Doesn't Matter Anymore

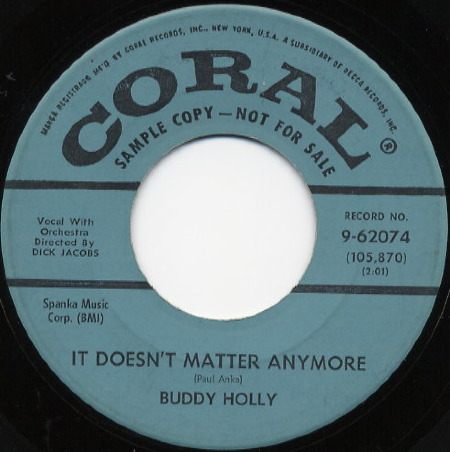
Imagem do LP.

"It Doesn't Matter Anymore" é uma canção de Buddy Holly lançada em 1959. Escrita por Paul Anka, é uma balada pop gravada em 1958. Atingiu o número um da UK Singles Chart.

## Faixas
1. "It Doesn't Matter Anymore" (Paul Anka) - 2:01
2. "Raining in My Heart" - 2:45

## Desempenho nas tabelas
| País — Tabela musical              | Melhor posição |
| ---------------------------------- | -------------- |
| Estados Unidos — Billboard Hot 100 | 13             |
| Reino Unido — UK Singles Chart     | 1              |